# Manfred Strahl
Manfred Strahl (* 5. April 1940 in Stettin; † 20. Juni 2000 in Berlin; vollständiger Name Manfred Heinz Herbert Strahl) war ein deutscher Journalist, Redakteur und Schriftsteller.

## Leben
Manfred Strahl wurde 1940 als jüngstes von drei Kindern geboren: Der älteste der drei Brüder, Harry Strahl (1924–1945(?)), fiel im Zweiten Weltkrieg. Rudi Strahl (1931–2001) wurde ein bekannter Dramatiker in der DDR.
1947 musste seine Familie Stettin verlassen und siedelte nach Mühlhausen/Thüringen um, wo Strahl 1959 Abitur machte. Zwischen 1961 und 1965 studierte er Volkswirtschaft an der Humboldt-Universität zu Berlin. Auf eine fünfjährige Redaktionsmitarbeit bei der FDGB-Tageszeitung Tribüne folgten 20 Jahre (bis 1990) bei der damals noch wöchentlich erscheinenden Satirezeitschrift Eulenspiegel. Nach der Wende arbeitete Strahl, ab 1992 VS-Mitglied, als freier Journalist und Autor. Seine satirische Kurzprosa, Aphorismen und Gedichte wurden in vielen Tages- und Wochenzeitungen publiziert.
Manfred Strahl starb als Radfahrer in einem von ihm nicht verschuldeten Unfall.

## Schriften
- Ausleg-Ware. Aphorismen. Illustrationen von Louis Rauwolf. Berlin: Eulenspiegel, 1989. ISBN 3-359-00330-6
- (zusammen mit Heinz Jankofsky) Bitte (nicht) zurückbleiben! Ein Verkehrs-Bilderbuch. Berlin: Tribüne, 1990. ISBN 3-7303-0470-4
- Hiebe auf den ersten Blick. Aphorismen. Berlin: Quintessenz, 1992. ISBN 3-928024-77-9
- Fallobst vom Bonsaibaum der Erkenntnis. Aphorismen. Mit Illustrationen von Cleo-Petra Kurze. Berlin: Eulenspiegel, 1994. ISBN 3-359-00753-0

## Filme
- Fahrrad-Variationen. Dokumentarfilm über die Geschichte des Fahrrads, 1990; gesendet 1991 im DFF